# Potez 56
Potez 56 — французский двухмоторный транспортный самолёт, разработанный и производившийся компанией Potez.
Прототип, созданный Луи Королье, совершил первый полёт 18 июня 1934 года. Вскоре начался серийный выпуск; самолёт поставлялся как гражданским операторам разных стран, так и в военно-воздушные силы Франции в качестве учебно-тренировочного, связного и буксировщика мишеней, имелась также палубная версия Potez 565, предполагавшаяся к эксплуатации на авианосце «Беарн».

## Модификации
Potez 56
Прототип, построен 1.
Potez 56Eпрототип 3-местного корабельного разведчика, с двумя 185-сильными двигателями Potez 9Ab, 1 экземпляр;
Potez 56-T.33-местный учебный самолёт с двигателями Potez 9E (2x240 л.с.). Другое обозначение Potez 566;
Potez 560
Гражданская версия, 16 экземпляров.
Potez 561
Modified version with improved performance, 3 built.
Potez 565
Опытный самолёт с улучшенными обводами фюзеляжа и тормозным крюком для авианосцев.
Potez 566
Модификация для ВВС, также известная как 56-T.3, с турелью для стрелка и гондолой наблюдателя, построено 3;
Potez 567
Буксировщик мишеней для авиации флота, 22 экземпляра.
Potez 568
учебная версия для ВВС, также именовалась Potez 568 P.3, построено 26.

## Лётно-технические характеристики
| (P.560):                   |              |
| Параметр                   | Показатель   |
| Длина, м                   | 11,84        |
| Размах крыла, м            | 16           |
| Высота хвоста, м           | 4,6          |
| Площадь крыла, м²          | 33           |
| Двигатели                  | два Potez 9E |
| Мощность                   | 2×240 л. с.  |
| Макс. скорость, км/ч       | 270          |
| Крейсерская скорость, км/ч |              |
| Дальность полёта, км       | 6550         |
| Фюзеляж                    | узкий        |
| Высота полёта, м           | 6000         |
| Взлётный вес, кг           | 2772         |
| Макс. взлётный вес, кг     | 2980         |

## Операторы

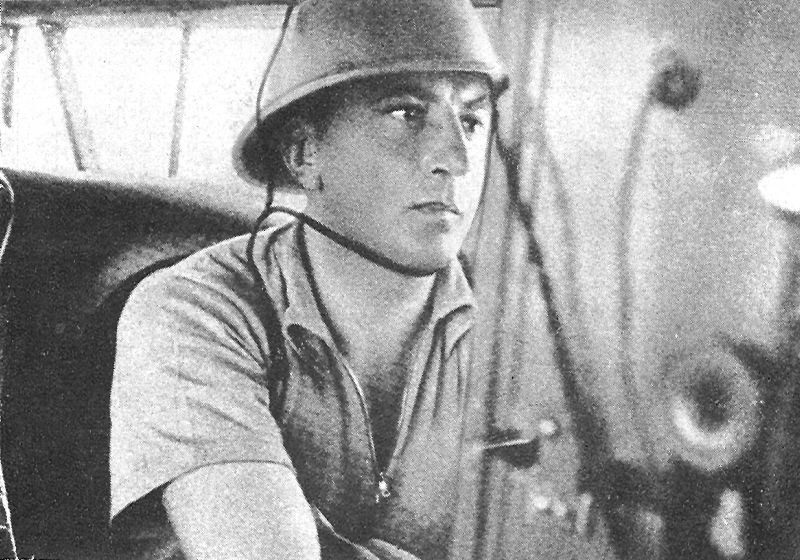
Радист самолёта Potez 56 Анью Луи (снимок 1936 года)

Франция
- ВВС Франции
- Aeronavale
- Potez Aéro Service[3]
- Régie Air Afrique[3] (2 самолёта: F-ANMS и F-AOCB)

 Румыния
- LARES (Liniile Aeriene Române Exploatate de Stat)[4]: Potez 56-1 — YR-OCB YR-AFF YR-AFG YR-AFH YR-AFI YR-AFJ YR-AFK YR-AFL YR-AFM; Potez 56-0 — YR-OCA YR-NNA YR-NNB YR-NNC[5]
- SARTA (Societatea Anonimă Română de Transporturi Aeriene[4]: 5 Potez 56-0, все с французскими регистрационными номерами F-AOCD, F-ANNA, F-ANNB, F-AOCC, F-ANNC and F-AOCA.[6]
- Один самолёт, Potez 56-0 (YR-FAI) был приобретен тогдашним президентом FAI, князем Георге Бибеску. Принимал участие в соревновании «Circuit of the Oasis».

 Республиканская Испания
- ВВС республиканской Испании (из LAPE)

 Чили
- LAN Chile[3]

## Аварии и катастрофы
- 1 февраля 1936 года Potez 56-0 (F-AOCD) компании SARTA во время выполнения международного рейса, разбился близ Корнерева, (уезд Караш-Северин); погиб весь экипаж во главе с капитаном, известным авиатором Петре Ивановичи.
- 10 января 1937 года разбился Potez 56-0 (YR-OCC, ранее F-AOCC).
- 29 марта 1943 года Potez 56 (борт CC-LNN) компании LAN Chile, выполнявший рейс по маршруту Сантьяго—Икике, при полёте на малой высоте в районе посёлка Килитапия (100 км к югу от Кокимбо), задел за деревья и потерпел крушение, погибло 4 пассажира и оба члена экипажа, включая пилота Давида Виверо Карраско. [7][8]

## Самолёт в массовой культуре

### В сувенирной и игровой индустрии
Известны модели Potez 56, выпускаемые фирмой FGMmaster / Dujin:
- Potez 560 F-ANMT, 1:72[9]
- Potez 567, Aeronavale HY-61[10]